# Alessio Moretti
Alessio Moretti (Segrate, 18 luglio 1994) è un pallamanista italiano, terzino del Cassano Magnago e della nazionale italiana.

## Carriera

### Club
Dopo aver frequentato le scuole medie a Gallarate, ha iniziato a giocare a pallamano nel settore giovanile del Cassano Magnago; nel 2012 ha esordito con la prima squadra in Serie A2. Tra il 2013 e il 2015 ha giocato in Serie A1, mettendo a referto 128 reti in 39 partite ufficiali, mentre nella stagione 2015-2016 è stato fermato da un grave infortunio al legamento crociato del ginocchio.
Il 30 gennaio 2017 è stato acquistato dal Bolzano, con il quale ha vinto il campionato e la supercoppa italiana.
Il 13 giugno 2018 ha fatto ritorno a Cassano Magnago dopo un anno e mezzo; nella stagione 2018-2019 si è laureato capocannoniere del campionato con 175 reti.
Il 15 giugno 2021 è stato acquistato dal Conversano, con il quale ha vinto il campionato e la supercoppa italiana.
Il 25 luglio 2022 ha fatto ritorno a Cassano Magnago per la seconda volta, dopo un solo anno trascorso in Puglia; tuttavia è stato fermato da un altro infortunio al legamento crociato.

### Nazionale
Il 29 aprile 2015 ha fatto il suo esordio con la nazionale italiana, nella partita vinta contro il Kosovo a Pristina. 

## Palmarès

### Club
- Campionato italiano: 2

Bolzano: 2016-2017
Conversano: 2021-2022
- Supercoppa italiana: 2

Bolzano: 2017
Conversano: 2021
- Coppa italiana: 1

Cassano Magnago: 2024-2025

### Individuale
- Capocannoniere del campionato italiano: 1

Cassano Magnago: 2018-2019 (175 reti)

## Statistiche

### Presenze e reti nei club
Statistiche aggiornate al 24 maggio 2025.
| Stagione               | Squadra                | Campionato             | Campionato | Campionato | Coppe nazionali | Coppe nazionali | Coppe nazionali | Coppe continentali | Coppe continentali | Coppe continentali | Altre coppe | Altre coppe | Altre coppe | Totale | Totale |
| Stagione               | Squadra                | Comp                   | Pres       | Reti       | Comp            | Pres            | Reti            | Comp               | Pres               | Reti               | Comp        | Pres        | Reti        | Pres   | Reti   |
| ---------------------- | ---------------------- | ---------------------- | ---------- | ---------- | --------------- | --------------- | --------------- | ------------------ | ------------------ | ------------------ | ----------- | ----------- | ----------- | ------ | ------ |
| gen.-giu. 2012         | Cassano Magnago        | A2                     | 7          | 2          | CI              | 0               | 0               | -                  | -                  | -                  | -           | -           | -           | 7      | 2      |
| 2012-2013              | Cassano Magnago        | A1                     | 13         | 6          | CI              | 3               | 4               | -                  | -                  | -                  | -           | -           | -           | 16     | 10     |
| 2013-2014              | Cassano Magnago        | A1                     | 19         | 65         | CI              | 0               | 0               | -                  | -                  | -                  | -           | -           | -           | 19     | 65     |
| 2014-2015              | Cassano Magnago        | A1                     | 20         | 63         | CI              | 0               | 0               | -                  | -                  | -                  | -           | -           | -           | 20     | 63     |
| 2015-2016              | Cassano Magnago        | A1                     | 8          | 27         | CI              | 0               | 0               | -                  | -                  | -                  | -           | -           | -           | 8      | 27     |
| 2016-gen. 2017         | Cassano Magnago        | A1                     | 12         | 88         | CI              | 0               | 0               | -                  | -                  | -                  | -           | -           | -           | 12     | 88     |
| gen.-giu 2017          | Bolzano                | A1                     | 16         | 49         | CI              | 3               | 10              | -                  | -                  | -                  | -           | -           | -           | 19     | 59     |
| 2017-2018              | Bolzano                | A1                     | 29         | 146        | CI              | 3               | 21              | EHFC               | 2                  | 16                 | SI          | 1           | 10          | 33     | 193    |
| Totale Bolzano         | Totale Bolzano         | Totale Bolzano         | 45         | 195        |                 | 6               | 31              |                    | 2                  | 16                 |             | 1           | 10          | 54     | 252    |
| 2018-2019              | Cassano Magnago        | A1                     | 29         | 175        | CI              | 3               | 14              | -                  | -                  | -                  | -           | -           | -           | 32     | 189    |
| 2019-2020              | Cassano Magnago        | A1                     | 20         | 87         | CI              | 4               | 31              | CC                 | 2                  | 11                 | -           | -           | -           | 26     | 129    |
| 2020-2021              | Cassano Magnago        | A1                     | 27         | 135        | CI              | 3               | 28              | EC                 | 0                  | 0                  | -           | -           | -           | 30     | 163    |
| 2021-2022              | Conversano             | A1                     | 28         | 137        | CI              | 3               | 22              | EC                 | 4                  | 10                 | SI          | 1           | 4           | 36     | 177    |
| 2022-2023              | Cassano Magnago        | A                      | 14         | 36         | CI              | 1               | 0               | -                  | -                  | -                  | -           | -           | -           | 15     | 36     |
| 2023-2024              | Cassano Magnago        | A                      | 26         | 182        | CI              | 2               | 13              | -                  | -                  | -                  | -           | -           | -           | 28     | 195    |
| 2024-2025              | Cassano Magnago        | A                      | 26         | 153        | CI              | 3               | 20              | -                  | -                  | -                  | -           | -           | -           | 29     | 173    |
| 2025-2026              | Cassano Magnago        | A                      | 0          | 0          | -               | -               | -               | EC                 | 0                  | 0                  | -           | -           | -           | 0      | 0      |
| Totale Cassano Magnago | Totale Cassano Magnago | Totale Cassano Magnago | 220        | 1018       |                 | 19              | 110             |                    | 2                  | 11                 |             | 0           | 0           | 241    | 1139   |
| Totale carriera        | Totale carriera        | Totale carriera        | 285        | 1306       |                 | 26              | 166             |                    | 8                  | 41                 |             | 4           | 18          | 328    | 1524   |

### Presenze e reti in nazionale
Statistiche aggiornate al 5 novembre 2023.
| Data       | Città         | Casa        | Risultato | Trasferta   | Reti |
| ---------- | ------------- | ----------- | --------- | ----------- | ---- |
| 29-04-2015 | Pristina      | Kosovo      | 22-29     | Italia      | -    |
| 03-05-2015 | Follonica     | Italia      | 35-26     | Kosovo      | 1    |
| 10-06-2015 | Conversano    | Italia      | 22-28     | Romania     | -    |
| 14-06-2015 | Reșița        | Romania     | 44-25     | Italia      | 3    |
| 02-11-2016 | Siracusa      | Italia      | 26-19     | Georgia     | -    |
| 06-11-2016 | Tbilisi       | Italia      | 25-28     | Georgia     | -    |
| 11-01-2017 | Lussemburgo   | Lussemburgo | 24-23     | Italia      | -    |
| 15-01-2017 | Siracusa      | Italia      | 26-24     | Lussemburgo | -    |
| 11-01-2018 | Bolzano       | Romania     | 34-24     | Italia      | 8    |
| 12-01-2018 | Bolzano       | Italia      | 29-28     | Ucraina     | 4    |
| 13-01-2018 | Bolzano       | Italia      | 28-19     | Fær Øer     | 5    |
| 24-10-2018 | Mosca         | Russia      | 34-20     | Italia      | 1    |
| 27-10-2018 | Padova        | Italia      | 22-30     | Ungheria    | 1    |
| 10-04-2019 | Faenza        | Italia      | 26-23     | Slovacchia  | 2    |
| 13-06-2019 | Busto Arsizio | Italia      | 23-30     | Russia      | 2    |
| 16-06-2019 | Kecskemét     | Ungheria    | 32-29     | Italia      | 4    |
| 12-01-2020 | Benevento     | Italia      | 24-29     | Romania     | 2    |
| 10-03-2021 | Minsk         | Bielorussia | 37-32     | Italia      | 5    |
| 27-06-2022 | Arzew         | Egitto      | 38-35     | Italia      | 3    |
| 30-06-2022 | Arzew         | Italia      | 33-34     | Serbia      | 3    |
| 01-07-2022 | Arzew         | Tunisia     | 34-29     | Italia      | 6    |
| 04-07-2022 | Arzew         | Italia      | 34-25     | Turchia     | 6    |
| 27-04-2023 | Vigevano      | Italia      | 29-31     | Polonia     | -    |
| 30-04-2023 | Rouen         | Francia     | 41-27     | Italia      | -    |
| 01-11-2023 | Sakarya       | Turchia     | 37-28     | Italia      | 4    |
| 05-11-2023 | Chieti        | Italia      | 37-27     | Turchia     | 7    |